# Satri Segon
Satri Segon (en llatí Satrius Secundus) era un cavaller romà que va viure al segle i.
Era amic de Sejà i va acusar Cremuci Corde l'any 25. Però més tard va trair al seu amic i va donar informació a Tiberi sobre la conspiració que preparava Sejà. Segons Flavi Josep, la informació del complot la va revelar a Tiberi Antònia Menor, i s'ha conjecturat que com que Segon no tenia accés a l'emperador, va explicar els plans a Antònia perquè aquesta els transmetés a l'emperador.
Segon es va casar amb la famosa Albucil·la.